# Schutz wissenschaftlicher Ausgaben

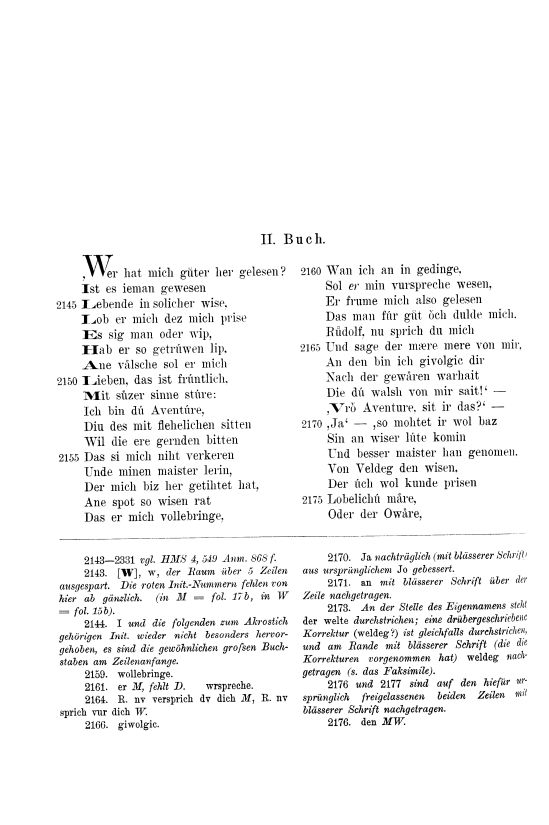
Beginn des zweiten Buchs von Rudolf von Ems: Willehalm von Orlens, Ausgabe von 1905 mit wissenschaftlichem Apparat

Der Schutz wissenschaftlicher Ausgaben ist ein sogenanntes Leistungsschutzrecht im deutschen Urheberrecht. Es ist in § 70 Gesetz über Urheberrecht und verwandte Schutzrechte (UrhG) geregelt. Es gewährt dem Verfasser einer wissenschaftlichen Edition eines an sich gemeinfreien Werkes oder Textes dieselben Rechte wie dem Schöpfer eines Werkes im urheberrechtlichen Sinne, mit dem Unterschied, dass anstelle der Regelschutzfrist eine kürzere Schutzfrist gilt. Es wurde 1965 in Deutschland eingeführt und war beispielgebend für ähnliche Bestimmungen in anderen Staaten.
Anders als die verwandte Regelung der editio princeps (§ 71 UrhG), die durch jüngere Gerichtsentscheidungen bekannter geworden ist, führt § 70 UrhG nach wie vor ein Mauerblümchendasein – es gibt nur wenig Rechtsprechung und juristische Literatur (und auch diese nimmt editionswissenschaftliche Studien nicht zur Kenntnis). Zurückgeführt wird dies darauf, dass Streitigkeiten eher intern in der Gemeinschaft der Wissenschaftler, als vor Gerichten ausgetragen werden. Praktische Bedeutung hat der Paragraph traditionell vor allem auf dem Feld der Musik.

## Gesetzestext
§ 70 UrhG lautet:
(1) Ausgaben urheberrechtlich nicht geschützter Werke oder Texte werden in entsprechender Anwendung der Vorschriften des Teils 1 geschützt, wenn sie das Ergebnis wissenschaftlich sichtender Tätigkeit darstellen und sich wesentlich von den bisher bekannten Ausgaben der Werke oder Texte unterscheiden.
(2) Das Recht steht dem Verfasser der Ausgabe zu.
(3) Das Recht erlischt fünfundzwanzig Jahre nach dem Erscheinen der Ausgabe, jedoch bereits fünfundzwanzig Jahre nach der Herstellung, wenn die Ausgabe innerhalb dieser Frist nicht erschienen ist. Die Frist ist nach § 69 zu berechnen.

## Zweck der Vorschrift
Der Zweck des § 70 UrhG ist es, die mit der Edition nachgelassener Werke und Texte häufig verbundene erhebliche Leistung unter einen vergleichbaren Schutz zu stellen, wie die durch das eigentliche Urheberrecht geschützten schöpferischen Tätigkeiten. Ohne eine Regelung wie die des § 70 UrhG wären derartige, mit großem Fachwissen, Mühe und Kosten verbundenen Formen der wissenschaftlichen Publikation nicht in gleicher Weise vor Nachahmung geschützt, da das deutsche Urheberrecht an einem eigenen Werkschaffen und nicht der Rekonstruktion fremden Schaffens orientiert ist.

## Schutzumfang und Schutzgegenstand
Dem Rechteinhaber stehen alle Rechte eines normalen Werkurhebers für die (kürzere) Frist zu. Es gelten aber auch die Schranken des Urheberrechts, etwa das Zitatrecht. Voraussetzung des Schutzes ist, dass das herausgegebene Werk (also mit Schöpfungshöhe) oder der herausgegebene Text (schutzunfähig) nicht mehr geschützt ist oder nie geschützt war (Gemeinfreiheit). In Betracht kommen vor allem Sprach- und Musikwerke. Der Schutz bezieht sich nicht auf das Werk selbst, lediglich auf die Ausgabe. Während § 71 UrhG (Nachgelassene Werke) jeden daran hindert, das Werk eigenständig herauszugeben, verbietet § 70 UrhG nur den Rückgriff auf die geschützte Ausgabe.
Gibt eine nach § 70 UrhG geschützte Ausgabe ein nachgelassenes Werk im Sinne von § 71 UrhG wieder, so kann der Verfasser der Ausgabe, sofern er zugleich Herausgeber im Sinne von § 71 UrhG ist, über beide Rechte zugleich verfügen. Der von § 70 UrhG begünstigte Verfasser ist immer eine natürliche Person (also ein Mensch), während der Inhaber des Rechts nach § 71 UrhG auch eine juristische Person (z. B. ein Verlag) sein kann.

## Anforderungen an die Ausgabe
In einem jüngeren Urheberrechtskommentar steht: „Der Schutz wird […] nicht bereits durch das bloße Auffinden eines alten Schriftstücks begründet, sondern erst durch die wissenschaftlich fundierte Herstellung eines bisher unbekannten Originaltextes. Entscheidend ist die nach wissenschaftlichen Methoden erfolgende, ordnende und abwägende Tätigkeit (BGH GRUR 1975, 667, 668 – Reichswehrprozess)“. Diese Formulierung lehnt sich eng an die amtliche Begründung des Urheberrechtsgesetzes von 1965 an. „Absatz 1 bestimmt als Voraussetzung für dieses Leistungsschutzrecht, daß die Ausgabe das Ergebnis wissenschaftlich sichtender Tätigkeit darstellt und sich wesentlich von den bisher bekannten Ausgaben der Werke oder Texte unterscheidet. Durch das erste Erfordernis soll hervorgehoben werden, daß das bloße Auffinden eines alten Schriftstückes das Schutzrecht nicht begründet, vielmehr nur die wissenschaftlich fundierte Herstellung eines bisher unbekannten Originaltextes. Das zweite Erfordernis dient der Rechtssicherheit: Stellt beispielsweise ein Musikwissenschaftler durch textkritische Untersuchung fest, daß die bisher unbekannte Originalfassung eines alten Musikstückes mit einer bekannten Ausgabe dieses Werkes vollständig oder doch im Wesentlichen übereinstimmt, so würde ein dem Musikwissenschaftler für seine Entdeckung gewährtes Schutzrecht an der Originalfassung in der Praxis nicht durchsetzbar sein, da bei öffentlichen Wiedergaben des Werkes kaum jemals mit Sicherheit festgestellt werden könnte, ob die Originalfassung oder die freie Ausgabe des Werkes benutzt worden ist.“.
Ein wissenschaftlicher, insbesondere textkritischer Apparat, der selbst als Werk im Sinne von § 2 UrhG 70 Jahre nach dem Tod des Editors geschützt sein kann, ist ein gewichtiges Indiz für die zu fordernde Wissenschaftlichkeit. (Zu den strengen Kriterien der Verwertungsgesellschaft Musikedition bei musikalischen Editionen siehe unten.)
Die Ausgabe muss tatsächlich neu sein („Herstellung eines bisher unbekannten Originaltextes“). Es genügt daher nicht, einen älteren Druck wortgetreu oder sprachlich modernisiert wiederzugeben. Die gängige Herstellung von E-Texten etwa im Projekt Gutenberg oder Wikisource reicht also in der Regel nicht aus, um den Schutz entstehen zu lassen. Auch wenn eine Faksimile-Ausgabe mit einem gelehrten Kommentar versehen ist, kommt kein Schutz zustande, da sich die Leistung auf die Textherstellung beziehen muss. Es muss also eine kritische Rekonstruktionsleistung vorliegen, die sich von früheren Ausgaben deutlich unterscheidet.
Bei einer germanistischen Edition, die einer Leithandschrift folgt, zugleich aber gewisse Eingriffe in den Text vornimmt (Emendationen) oder andere Handschriften vergleichend heranzieht (siehe etwa das altgermanistische Editionsunternehmen der Deutschen Texte des Mittelalters), wird man den Schutz bejahen müssen.
Wird dagegen eine redigierte „Volksausgabe“ durch Kürzung und sprachliche Modernisierung erstellt, so mag diese – gemäß dem Schutz der Kleinen Münze – urheberrechtlich als Bearbeitung geschützt sein, für einen Schutz nach § 70 UrhG kommt sie nicht in Betracht. Der Gesetzgeber wollte die Arbeit des Wissenschaftlers unterstützen, der um des Prinzips der Originaltreue willen auf eigenschöpferische Zusätze verzichten muss. Dagegen dürfte eine Ausgabe nach § 70 UrhG geschützt sein, auch wenn eine behutsame sprachliche Modernisierung gemäß den impliziten oder expliziten Editionsrichtlinien vorgenommen wurde.
Eine rein technische Restaurierung, wie sie etwa bei Filmwerken üblich ist, fällt sicher nicht unter das Schutzrecht, da die wissenschaftliche Leistung fehlt.

## Schutzdauer
Die Schutzdauer beträgt seit 1990 wie bei anderen Leistungsrechten des 2. Abschnitts des UrhG 25 Jahre (§ 70 Abs. 3 UrhG). Sie weicht damit allerdings immer noch von der Regelschutzfrist im Urheberrecht ab, weshalb es auch heute noch von erheblicher Bedeutung sein kann, ob einer wissenschaftlichen Bearbeitung auch eine eigene schöpferische Leistung zukommt.
Nach § 69 UrhG beginnt die Frist mit Ablauf desjenigen Kalenderjahres zu laufen, in dem die Ausgabe erschienen ist bzw. hergestellt wurde. Eine im Jahr 2000 erschienene Ausgabe ist bis zum 31. Dezember 2025 geschützt.
Um einen ewigen Schutz unveröffentlichter Ausgaben zu verhindern, hat ein Editor ab Erstellung der Ausgabe 25 Jahre Zeit, sie erscheinen zu lassen. Praktische Bedeutung kommt dieser Vorschrift nicht zu, zumal jeder Herausgeber in der Regel erst dann eine Ausgabe als „fertig“ (also als erstellt) betrachtet, wenn die Veröffentlichung unmittelbar bevorsteht. Sobald eine Ausgabe im Manuskript erstellt ist, ist sie geschützt. Bringt ein anderer Wissenschaftler eine andere Ausgabe früher auf den Markt, so ist das zwar erlaubt, sie kann aber nicht das Recht der unveröffentlichten Edition verdrängen.
Die Übergangsvorschrift von § 137b UrhG ist inzwischen gegenstandslos geworden. Die (vor 1980) erschienenen Ausgaben, deren Schutzfrist vor dem 1. Juli 1990 noch nicht abgelaufen war und die in den Genuss der Verlängerung auf 25 Jahre kommen sollten, sind inzwischen frei verwertbar.

## Urhebervertragsrecht und Verwertungsgesellschaft
Wissenschaftliche Standard-Verlagsverträge erwähnen § 70 UrhG nicht. Daher stellt sich die Frage, ob ein Editor mit dem Verlagsvertrag automatisch auch das Recht nach § 70 UrhG an den Verlag abtritt. Nach der Zweckübertragungslehre wird man das bezweifeln dürfen, doch hat man auch die vertragsrechtliche Treuepflicht des Autors in die Waagschale zu werfen. Allerdings erscheint die Annahme nicht plausibel, dass eine einige Jahre nach Erscheinen vom Editor veranlasste Open-Access-Edition des reinen Textes im Internet die Gewinnchancen des gedruckten Verlagsprodukts schmälert.
Rechte aus den § 70, § 71 UrhG nimmt auf dem Feld der Musik die Verwertungsgesellschaft Musikedition wahr. Sie ging aus der 1967 gegründeten Interessengemeinschaft Musikwissenschaftlicher Herausgeber und Verleger – IMHV hervor. Die Verwertungsgesellschaft hat detaillierte Kriterien für die Schutzwürdigkeit aufgestellt: „Danach ist von einer wissenschaftlich sichtenden Tätigkeit in jedem Fall zu sprechen, wenn die Ausgabe aufgrund einer umfangreichen Quellensichtung und -bewertung entstanden ist (wobei alle verfügbaren Quellen genutzt sein sollten), die Quellensituation und Editionsprinzipien sowie Editionsentscheidungen in einem sog. Kritischen Bericht o. ä. (der selbst gemäß § 2 UrhG geschützt sein kann) offengelegt werden und der Notentext typografisch differenziert ist, also die Herausgeberzusätze kenntlich gemacht werden. Ein wichtiges Indiz, aber keine Voraussetzung, ist auch die Frage, ob die Ausgabe Bestandteil einer wissenschaftlich-kritischen Gesamtausgabe ist. Darüber hinaus kann auch die Rekonstruktion eines nur bruchstückhaft überlieferten Originaltextes nach § 70 UrhG geschützt sein, wenn diese Rekonstruktion nach musikwissenschaftlichen Methoden vorgenommen wurde. In diesem Fall ist jedoch immer zu prüfen, ob nicht sogar ein Schutz nach § 2, § 3 UrhG in Betracht kommt.“

## Geschichte des Schutzes wissenschaftlicher Ausgaben

### Erste Formen des Schutzes wissenschaftlicher Ausgaben
Bereits im 15. Jahrhundert wurden als Belohnung für die Entdeckung oder Neuherausgabe alter Texte dem Entdecker beziehungsweise Herausgeber vereinzelt ein Schutz dieses Werkes eingeräumt. Diese wurden als Privileg für das jeweilige Werk verliehen. Überliefert sind derartige Privilegien etwa der Republik Venedig zugunsten Aldo Manucios für eine griechische Aristoteles-Ausgabe (1495), Ludovico Sforzas für fünfzehn in dem Kloster von Bobbio aufgefundene antike Handschriften zugunsten von Giorgio Merula und Giorgio Galbiato (1496) oder ein kaiserliches Privileg zugunsten Conrad Celtis für seine Herausgabe der Schriften der Hrotsvit (1501). Ausschlaggebend für die Verleihung von Monopolen zur Verwertung solcher Texte waren hierbei naturrechtliche, wirtschaftliche, kulturelle und soziale Gesichtspunkte. Aus der unterschiedlichen Gewichtung dieser Gesichtspunkte entwickelten sich zwei Linien des Urheberrechtsschutzes, zum einen das Copyright-System des angloamerikanischen Rechtskreises, zum anderen das vor allem naturrechtlich Droit d'Auteur-System des kontinentaleuropäischen Rechtskreises. Der kontinentaleuropäische Rechtskreis will weniger den wirtschaftlichen Risikoträger, sondern aus naturrechtlichen Ansätzen heraus den Schöpfer des Werkes schützen. Der Schutz des nichtschöpferisch, sondern forschend tätigen Herausgebers widerspricht insofern dem Grundgedanken des kontinentaleuropäischen und damit des deutschen Urheberrechts. Ausdrückliche Regelungen über wissenschaftliche Werke finden sich dementsprechend in den deutschen Staaten kaum. Lediglich das preußische Allgemeine Landrecht von 1794 sah in Teil I, Titel 11 in den §§ 1029 ff. Regelungen vor, die dem heutigen § 70 UrhG nahekamen.

### Diskussion und erste Entwürfe zur Einführung des Schutzes wissenschaftlicher Ausgaben
Im Königreich Sachsen wurde einem Herausgeber eines Nachdrucks der Institutionen des Gaius 1827/1829 jeder urheberrechtliche Schutz durch das königlich sächsische Appellationsgericht abgesprochen. Der Börsenverein der Deutschen Buchhändler nahm dies zum Anlass, in seinem 1857 der sächsischen Regierung überreichten „Entwurf eines Gesetzes für Deutschland zum Schutze der Urheberrechte an Werken der Literatur und Kunst gegen Nachdruck sowie gegen unbefugte Nachbildung und Aufführung“ in § 2 lit. d einen dreißigjährigen Schutz für die Herausgabe historischer Texte und in § 4 lit. c einen zehnjährigen Schutz für „als neu zu erachtender“ Berichtigungen und kritische Bearbeitungen eines Textes vorzusehen. Gemeinsam mit einem österreichischen Gegenentwurf von 1862 wurde der Entwurf zu einem 1864 als Frankfurter Entwurf der Bundesversammlung des Deutschen Bundes vorgelegten Entwurfes eines gesamtdeutschen Urheberrechtsgesetzes verarbeitet. Dieses gesamtdeutsche Gesetz bis zur Auflösung des Bundes im Prager Friedensvertrag von 1866 kam nicht mehr zustande. Das Königreich Bayern übernahm den in § 10 des Frankfurter Entwurfs vorgesehenen Schutz des Herausgebers in § 11 des „Königlich Bayrischen Gesetz zum Schutz der Urheberrechte an literarischen Erzeugnissen und Werken der Kunst“ vom 25. Juni 1865. Auch die Vorarbeiten im Norddeutschen Bund für ein gesamtdeutsches Urheberrecht sahen in einem Entwurf von 1868 den Schutz des Herausgebers in § 2 und in § 4 den Schutz des Erstellers von Berichtigungen oder von kritischen Ausgaben vor. Das am 11. Juni 1870 verabschiedete „Reichsgesetz betreffend das Urheberrecht an Schriftwerken, Abbildungen, musikalischen Kompositionen und dramatischen Werken“ sah nur für den Urheber selbst und seine Erben und Rechtsnachfolger einen Urheberrechtsschutz vor. Grund hierfür waren zum einen rechtsdogmatische Gesichtspunkte. Dem kontinentaleuropäischen Rechtstraditionen läuft der Schutz des Herausgebers im Grunde zuwider. Daneben meinte man, dass den Interessen der Wissenschaft mehr gedient sei, wenn wissenschaftlich aufbereitete und nicht neu geschaffene Werke frei auch der übrigen Wissenschaft verfügbar seien. Es kam in der Folge zwar zur Bildung unterschiedlicher juristischer Theorien, um das Herausgeberproblem in der einen oder anderen Hinsicht zu lösen, aber weder in Deutschland, noch in anderen Staaten kam es zu einer befriedigenden Lösung, trotz unterschiedlichster Ansätze.
Im österreichischen Urheberrechtsgesetz von 1936 wurde erstmals zwischen Urheberrechten und den verwandten Schutzrechten (wie sie heute in den §§ 70 ff. UrhG geregelt sind) unterschieden. Eine dem § 70 UrhG ähnelnde Regelung war zwar in diesem noch nicht vorgesehen, aber Heinrich Mitteis regte an, dass für besonders textkritische Ausgaben an ein solches verwandtes Schutzrecht zu denken sein könnte. Dieser Gedanke wurde 1939 durch die sogenannte „Akademie für Deutsches Recht“ für eine Neufassung des Urheberrechtes aufgegriffen. Ein wesentlicher Unterschied zur heutigen Regelung bestand allerdings darin, dass noch eine eigenpersönliche Leistung in dem Entwurf vorgesehen wurde, da noch nicht zwischen Schöpfung und Leistung unterschieden wurde.

### Urhebergesetz von 1965
Erst mit dem Urheberrechtsgesetz von 1965 wurden dann auch wissenschaftliche Ausgaben endgültig als dem Urheberrecht „verwandtes“ Recht geschützt. Sinn der Einführung des Leistungsrechtes war, dass auch bei geringfügigen Schöpfungen ein Urheberrechtsschutz im Sinne der „Kleinen Münze“ entstehen konnte, aber bei wissenschaftlich aufwändigen, um besondere Werktreue bemühte Ausgaben aber nicht. Urheberrechtsschutz bestand nur soweit der Bearbeiter mit Fußnoten oder Kommentaren selbst schöpferisch tätig wurde. Diese Diskrepanzen wollte der Gesetzgeber beseitigen. 1965 betrug die Schutzfrist nur zehn Jahre, weil der Gesetzgeber eine zu starke Behinderung der wissenschaftlichen Arbeit befürchtete. Vor 1965 gab es keine vergleichbare Vorschrift im LUG. Zum 1. Juli 1990 wurde die Frist auf 25 Jahre heraufgesetzt, weil die kurze Schutzfrist im Vergleich zu anderen Leistungsschutzrechten nicht mehr vertretbar gewesen sei.

## Kritik
Die Regelungen der „verwandten Rechte“ im 2. Abschnitt des UrhG werden in der Literatur als ein Ausdruck einer Gesellschaft gesehen, die nicht mehr durch eigenschöpferische Leistung geprägt sei, sondern die Interpretation und Rezeption bestehender Werke überbewerte. An dem gesamten Abschnitt wird ferner eine gewisse Willkürlichkeit und mangelnde Systematik der geschützten Rechte kritisiert. Ein einheitliches Kriterium für die Schutzgewährung fehle letztlich. Nur bei einer oberflächlichen Betrachtung sei die Verwertung von Werken eine Gemeinsamkeit aller Schutzrechte. Die in den § 70 und § 71 UrhG geschützten mit Rechten ausgestatteten Personen würden dann auch gegenüber ausübenden Künstlern, Filmunternehmern oder Erstellern von Datenbanken ungerechtfertigt bevorzugt, da bei wissenschaftlichen Ausgaben oder dem Herausgeber nachgelassener Schriften (§ 71 UrhG) auch ein Schutz vor nachschaffenden Leistungen möglich sei, während die übrigen, praktisch sogar bedeutsameren interpretierenden Künstler nur gegen unmittelbare Übernahmen, etwa durch unberechtigte Aufnahmen geschützt seien.
Kritik kann an dem Ziel der Vorschrift ansetzen, das wissenschaftliche Editionswesen zu „belohnen“. Wenn die meisten anderen EU-Staaten kein solches Recht kennen (und, darf man vermuten, es auch den meisten deutschen Editionswissenschaftlern unbekannt ist), ohne dass in ihrem Rechtsbereich wissenschaftliche Editionen erkennbar weniger geschätzt werden, stellt sich die Frage, ob der Eingriff in die Wissenschaftsfreiheit und die Re-Monopolisierung gemeinfreier Inhalte tatsächlich gerechtfertigt ist. Eine wissenschaftliche Volltext-Dokumentation einer bestimmten Textherstellung etwa im synoptischen Vergleich zu früheren Ausgaben wird durch § 70 UrhG unterbunden. Varianten aus einer geschützten Edition anzugeben, muss aber auf jeden Fall als rechtmäßig angesehen werden, da dies zur kritischen Auseinandersetzung mit Vorläufer-Editionen gehört.
Vorwort, Nachwort, Sachkommentar (ja sogar im Einzelfall das Register) einer wissenschaftlichen Ausgabe sind als Werke im Sinne von § 2 UrhG so gut wie immer 70 Jahre nach dem Tod des Urhebers geschützt (Regelschutzfrist). Gegen einen Nachdrucker der gesamten wissenschaftlichen Ausgabe kann also immer vorgegangen werden – wozu bedarf es dann, wenden Kritiker ein, eines eigenen Schutzrechts für den kritisch erstellten Text? Vertreter freier Projekte wie Wikisource verweisen auf das legitime Interesse, den reinen Text maßgeblicher moderner Ausgaben einer breiten Öffentlichkeit „Open Access“ zur Verfügung stellen zu dürfen.

## Europarechtliche Rechtfertigung und internationale Rechtslage
Europarechtlich abgesichert ist das deutsche Schutzrecht durch die Schutzdauerrichtlinie 93/98/EWG von 1993 (Artikel 5), 2006 ersetzt durch die Richtlinie 2006/116/EG. Die Mitgliedstaaten können kritische und wissenschaftliche Ausgaben von gemeinfrei gewordenen Werken urheberrechtlich schützen. Die Schutzfrist für solche Rechte beträgt höchstens 30 Jahre ab dem Zeitpunkt der ersten erlaubten Veröffentlichung. Der deutsche Gesetzgeber könnte im Einklang mit dieser Vorgabe also noch weitere fünf Jahre zur bisherigen Schutzfrist addieren.
Die Mitgliedstaaten sind nicht verpflichtet, dieses Recht zu gewähren. Die meisten haben davon abgesehen. Allerdings arbeitet die Verleger-Lobby daran, die optionale Vorgabe für alle Staaten verbindlich zu machen. Slowenien hat den Dreißigjahres-Rahmen voll ausgeschöpft und sich im Artikel 141 seines Urheberrechtsgesetzes an der deutschen Regelung orientiert. Auch in Polen findet sich seit 2000 eine solche Vorschrift.
Außerhalb der EU gewährt Armenien in seinem Urheberrechtsgesetz von 2006 den dreißigjährigen Schutz für Critical and Scientific Editions of Works in Public Domain (Artikel 57, 61).
Die USA kennen kein spezifisches Schutzrecht für wissenschaftliche Ausgaben. In Großbritannien, Spanien und weiteren Staaten existiert ein Schutzrecht für die typografische Gestaltung von Buchausgaben für den Zeitraum von 25 Jahren, das unter anderem den unveränderten Reprint wissenschaftlicher Ausgaben betrifft (siehe Rechtsschutz von Schriftzeichen).